# VirPriV Verlag
Der VirPriV Verlag war ein deutscher Kleinverlag mit Sitz in Fuchstal in Bayern, der von 1997 bis 2013 Gegenwartsliteratur von deutschsprachigen Autoren verlegte.
Der Verlag wurde Ende 1997 von der Verlegerin und Autorin Monika Wunderlich gegründet und von ihr als Einzelunternehmerin geführt. Bis 2007 erschienen rund 35 zeitgenössische belletristische Werke, die vor allem dem Bereich der Phantastik wie Fantasy und Horror zuzurechnen sind. Zum Verlagsprogramm gehörten u. a. Anthologien mit Kurzgeschichten, Romane und Erzählungen. Außerdem publizierte der Verlag einige Gedichtbände sowie einige Ratgeber. 2000 und 2002 gab Monika Wunderlich in ihrem Verlag in Zusammenarbeit mit dem Verleger Klaus Bielefeld jeweils eine Anthologie mit Kurzgeschichten heraus, die zugleich in Bielefelds Klaus Bielefeld Verlag mit Sitz in Friedland erschienen.
Der VirPriV Verlag publizierte u. a. Bücher von oder mit Beiträgen von folgenden Autoren: Charlotte Engmann, Antje Ippensen, Markus Kastenholz, Philip Kiefer, Stefan Melneczuk, Michèle Minelli und Peggy Wehmeier.
Der Verlag hatte seinen Sitz anfangs am Gründungsort Fuchstal in Oberbayern, war dann von 2001 bis 2004 in Bad Oeynhausen in Niedersachsen ansässig und kehrte danach wieder nach Fuchstal zurück. Die letzte Neuerscheinung des Verlags kam 2007 heraus, seitdem gingen die Verlagsaktivitäten zunehmend zurück. 2013 wurde der Verlag geschlossen.